# Kostel na lodi

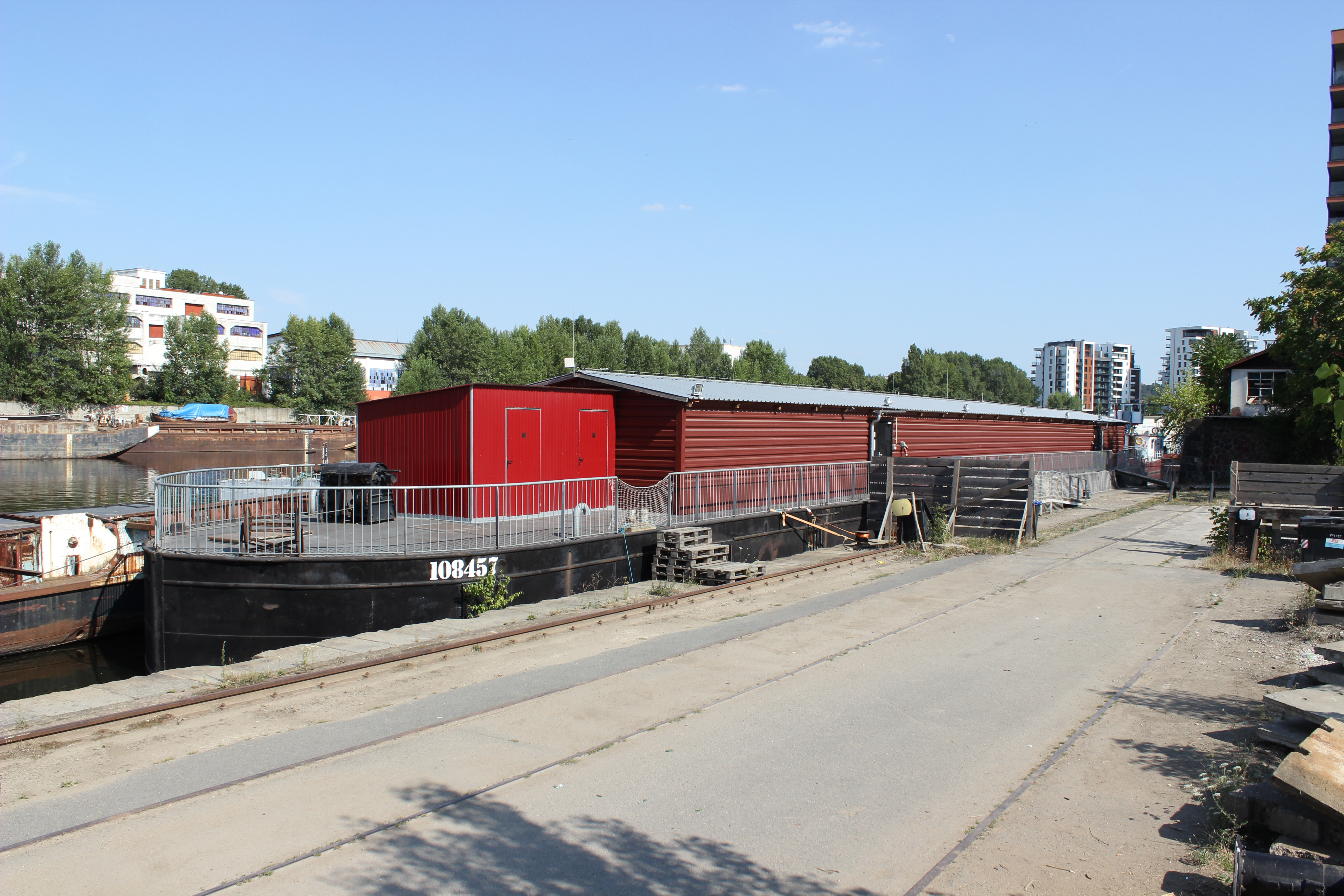
Kostel na lodi (2018)

Kostel na lodi je sakrální prostor umístěný na zrekonstruované překladní a později školní lodi vyrobené v roce 1925, která do doby, než začala sloužit k náboženským účelům, kotvila v přístavišti u německého Hamburku. V roce 2009 ji zakoupila pražská pobočka Mezinárodního křesťanského společenství ICF a započala s její rekonstrukcí. Ta trvala tři roky a vyžádala si finanční náklady ve výši šesti milionů korun českých, které pocházely jak z veřejných sbírek, tak z darů. Na lodi vznikl prostor pro 200 účastníků využívaný při bohoslužebných shromážděních, a dále pódium, bar spolu s prostory pro klub nebo kapli. K otevření kostela došlo v sobotu 3. března 2012 a původně bylo možné si navíc celou loď v době mimo konání náboženských setkání komerčně pronajmout. Loď kotví v pražském Holešovickém přístavišti.